# Іграшкові солдатики
«Іграшкові солдатики» (англ. Toy Soldiers) — американський бойовик 1991 року.

## Сюжет
Південноамериканські терористи захоплюють елітний коледж в США з вимогою звільнити з в'язниці наркобарона, батька їхнього лідера Луїса Калі. У коледжі навчається Біллі Теппер, якого вже виключали з трьох шкіл. Його найкращий друг, Джо Тротта, є сином ватажка нью-йоркської мафії. Разом з частиною учнів вони вирішують дати відсіч терористам.

## У ролях
| Актор                | Роль                      |
| -------------------- | ------------------------- |
| Шон Астін            | Біллі Теппер              |
| Віл Вітон            | Джої Тротта               |
| Кіт Куган            | Снуффі Бредберрі          |
| Ендрю Дівофф         | Луїс Калі                 |
| Р. Лі Ермі           | генерал Крамер            |
| Мейсон Адамс         | заступник директора Браун |
| Денхолм Елліот       | директор                  |
| Луїс Госсет молодший | Дін Паркер                |
| Джордж Перес         | Рікардо Монтойя           |
| Т. Е. Рассел         | Генк Джайлс               |
| Шон Фелан            | Дерек                     |
| Майкл Чемпіон        | Джек Торп                 |
| Трейсі Брук Своуп    | Дженніфер                 |
| Макс Менвелл         | командир                  |
| Джо Інскоу           | агент Граймс              |
| Джеррі Лайден        | Бен                       |
| Рене Гатіка          | колумбійський суддя       |
| Джеремі МакЛерран    | Тед                       |
| Джессі Доран         | Енріке Калі               |
| Стен Келлі           | шериф                     |